# جون كرامر
جون كرامر (بالإنجليزية: John Kramer)‏ هو لاعب دارت أمريكي، ولد في 15 ديسمبر 1956 في Marine Corps Base Camp Lejeune ‏ في الولايات المتحدة.

## وصلات خارجية
- جون كرامر على موقع DartsDatabase.co.uk (الإنجليزية)